# Reprezentacja Nowej Zelandii w hokeju na trawie kobiet
Reprezentacja Nowej Zelandii w hokeju na trawie kobiet jest zaliczana do czołowych zespołów na świecie w tej dyscyplinie. Ośmiokrotnie występowała w Igrzyskach olimpijskich (w 2012 i 2016 roku zajęła 4. miejsce) i dziewięciokrotnie w mistrzostwach świata, gdzie w 1986 roku w Amstelveen zajęła 4. miejsce. 
Nowozelandzkie hokeistki kilkakrotnie występowały w Champions Trophy zajmując najwyższe 3. miejsce w 2011 roku oraz czterokrotnie zwyciężały w Pucharze Oceanii (2007, 2009, 2011, 2019).

## Osiągnięcia

### Igrzyska olimpijskie
- nie wystąpiła - 1980
- 6. miejsce - 1984
- nie wystąpiła - 1988
- 8. miejsce  - 1992
- nie zakwalifikowała się - 1996
- 6. miejsce - 2000
- 6. miejsce - 2004
- 12. miejsce - 2008
- 4. miejsce - 2012
- 4. miejsce - 2016
- 8. miejsce - 2020
- nie zakwalifikowała się - 2024

### Mistrzostwa świata
- nie wystąpiła - 1974
- nie wystąpiła - 1976
- nie wystąpiła - 1978
- nie wystąpiła - 1981
- 7. miejsce - 1983
- 4. miejsce - 1986
- 7. miejsce - 1990
- nie wystąpiła - 1994
- 6. miejsce - 1998
- 11. miejsce - 2002
- nie wystąpiła - 2006
- 7. miejsce - 2010
- 5. miejsce - 2014
- 11. miejsce - 2018
- 5. miejsce - 2022